# Praxeologie
Praxeologie je věda o lidském jednání, či jinými slovy „logika lidského jednání“, jejíž součástí je i ekonomie. Můžeme však říci, že v podání rakouské školy je ekonomie praxeologií. Praxeologii vnesl do vědeckého světa Ludwig von Mises, který ji označil za teoretickou část věd o lidském jednání. Jejím protipólem je historie se svojí specifickou metodou zkoumání.
Právě metoda zkoumání je výchozím bodem praxeologie. Murray Rothbard dokonce praxeologii označil za metodu zkoumání, zatímco Mises ji považoval za ucelený komplex teoretické vědy o lidském jednání. Můžeme říci, že praxeologie je jak metoda, tak teorie na ní vybudované.
Praxeologie je axiomatickou-deduktivní vědou, jde o apriorní vědu, nikoli vědu empirickou, jakou jsou přírodní vědy. To plyne z objevu konceptu lidského jednání, který, jak ukázal Mises, nabývá hodnoty axiomu, protože je nevyvratitelný. Apriorismus praxeologie je však diametrálně odlišný od apriorismu matematiky. Matematika je založena na volbě určitých axiomů. Praxeologie je založena na jednom samozřejmém axiomu lidského jednání, který je nutně obsažen v každé lidské mysli. Tento axiom v sobě zahrnuje charakteristické rysy, tzv. kategorie, které jsou jeho nedílnou součástí. Jejich odhalování za pomocí deduktivní logiky je náplní praxeologie. Důsledkem toho je vytváření dalších tvrzení, která musejí být apriori pravdivá. Podstatou praxeologie je tak objevování kauzálních vztahů v teleologickém sledu událostí.
Specifickou metodou praxeologie je metoda imaginárních konstrukcí. Jsou to dedukce z fundamentální kategorie jednání, kdy dochází k abstrahování od určitých okolností přítomných v reálném jednání. Tak například docházíme k objevu podstaty zisku a ztráty na základě modelu donekonečna se opakujících ekonomických procesů (evenly rotating economy), jehož podstatou je abstrahování od toku času. Tato teorie však nemůže být nikdy aplikována na realitu a slouží pouze k objasnění jednoho ekonomického problému. Je z podstaty nerealistická a umělá a byla vytvořena za konkrétním účelem. Tento fakt ekonom nikdy nesmí ztratit ze zřetele, jinak povede jeho zkoumání k zásadním omylům.
Praxeologie se stala alternativou k metodologii, kterou používá ekonomie hlavního proudu. Tou je tzv. metodologický pozitivismus, jehož největším obhájcem je v ekonomii Milton Friedman. Pozitivismus je založen na konstruování hypotéz, které musejí být následně testovány na skutečných jevech. Praxeologie takové testování nezná, protože její tvrzení nabývají jinou pravdivostní hodnotu než výroky pozitivistické ekonomie. Výsledkem jednání různých jednotlivců jsou tzv. komplexní jevy. Z pouhého pozorování těchto jevů nemůžeme zjistit, které faktory je způsobily, protože jsou výsledkem působení mnoha různých faktorů. Lidé se chovají různě a stejný člověk se chová různě v různém časovém okamžiku. Ekonomie nedisponuje laboratorními pokusy, které by umožnily izolovat působení jiných faktorů a zjistit tak přínos jednotlivých faktorů na výsledný jev. Tím se vracíme ke specifické metodě praxeologie, metodě spekulativních konstrukcí.
Ekonomie hlavního proudu tuto metodologii nepřijímá. Ani mezi „Rakušany“ nebyla tato metodologie vždy důsledně uplatňována a mnohými byla opuštěna, jako např. Hayekem nebo Reismanem, kteří se pokusili o jakousi syntézu rakouské ekonomie (praxeologie) a pozitivistické ekonomie (ekonomie hlavního proudu).